# Castel Val
Le Castel Val est une maison construite en 1903-1904, 4 rue des Meulières sur la  colline de Chaponval, à Auvers-sur-Oise (Val-d'Oise) par l'architecte Hector Guimard pour son propriétaire, M. Chanut.

## Histoire
Dans l'ouvrage Magasin pittoresque (1837), Édouard Charton (1807-1890) fait état d'un château du nom de Castel-Val dans la vallée de Méran, qui fut démantelé puis abandonné au fil du temps.
La maison Castel Val est construite en 1903-1904 par l'architecte Hector Guimard et pour Louis Chanut (ou Chenut), beau-frère de Léon Nozal, un industriel enrichi avec la métallurgie. Pour la famille Chenut, Hector Guimard a conçu un hôtel particulier à Paris, une villa en bord de mer à Cabourg, un monument funéraire, et une usine à Saint-Denis.
En 1993, alors que son état se dégrade, la maison Castel Val est rachetée par M. Plescoff, puis reprise par son fils Jean-Marc. Les vitraux d'origine ont été préservés, mais plusieurs éléments de la maison ont été démembrés et déplacés : une des cheminées est dans un musée de Philadelphie, le mobilier art nouveau est exposé dans un musée à Lyon, un fauteuil est exposé au Musée d'Orsay.

## Description
L'adossement d'une partie de la maison et sa forme arrondie évoquent la figure de l'escargot ; peut-être une forme de clin d'œil aux goûts zoologiques des propriétaires qui vivaient sur place avec une guenon habillée du nom de Mademoiselle. En même temps, la maison est complètement symétrique, ce que l'imbrication de différents volumes et la variété des formes ne révèle pas tout de suite.
Il y a les mêmes principes d'association de matériaux que dans le Castel Henriette (1899), avec utilisation du fer forgé, de la fonte, de la brique jaune et rouge, du bois, de la meulière et de la tuile plate traditionnelle de la région. La balustrade surplombant la cour est toutefois exécutée en béton armé, orné de médaillons en céramique émaillée, tels qu'employés dans le couloir d'entrée du Castel Béranger,.
L'intérieur ressemble à un labyrinthe, et se caractérise par plusieurs portes (posée sur le flanc de la colline, la maison offre un accès vers l'extérieur à chaque étage via des portes dérobées) et passages dérobés, ainsi qu'un escalier à double révolution opposée et en arabesque en son centre,.

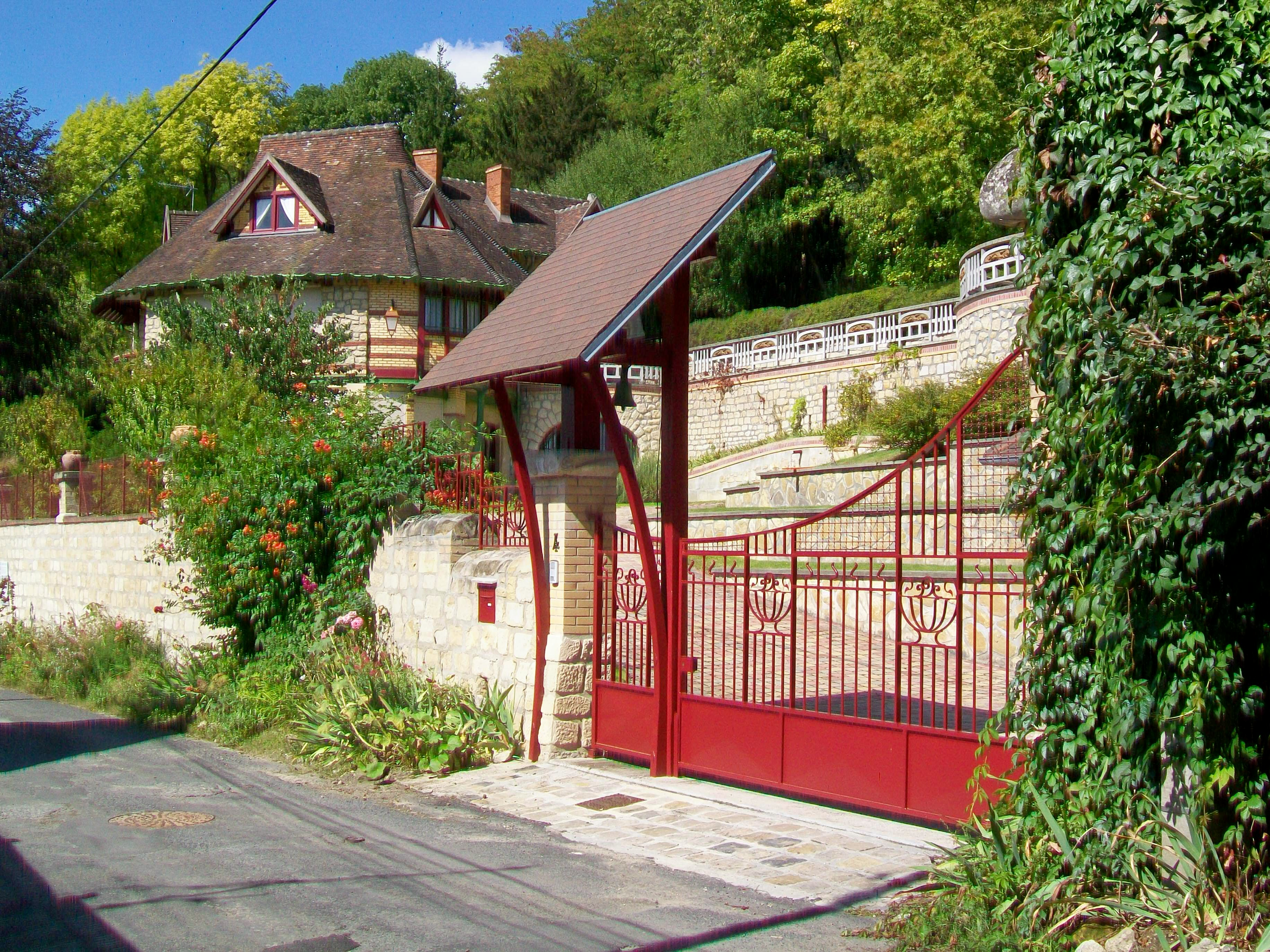
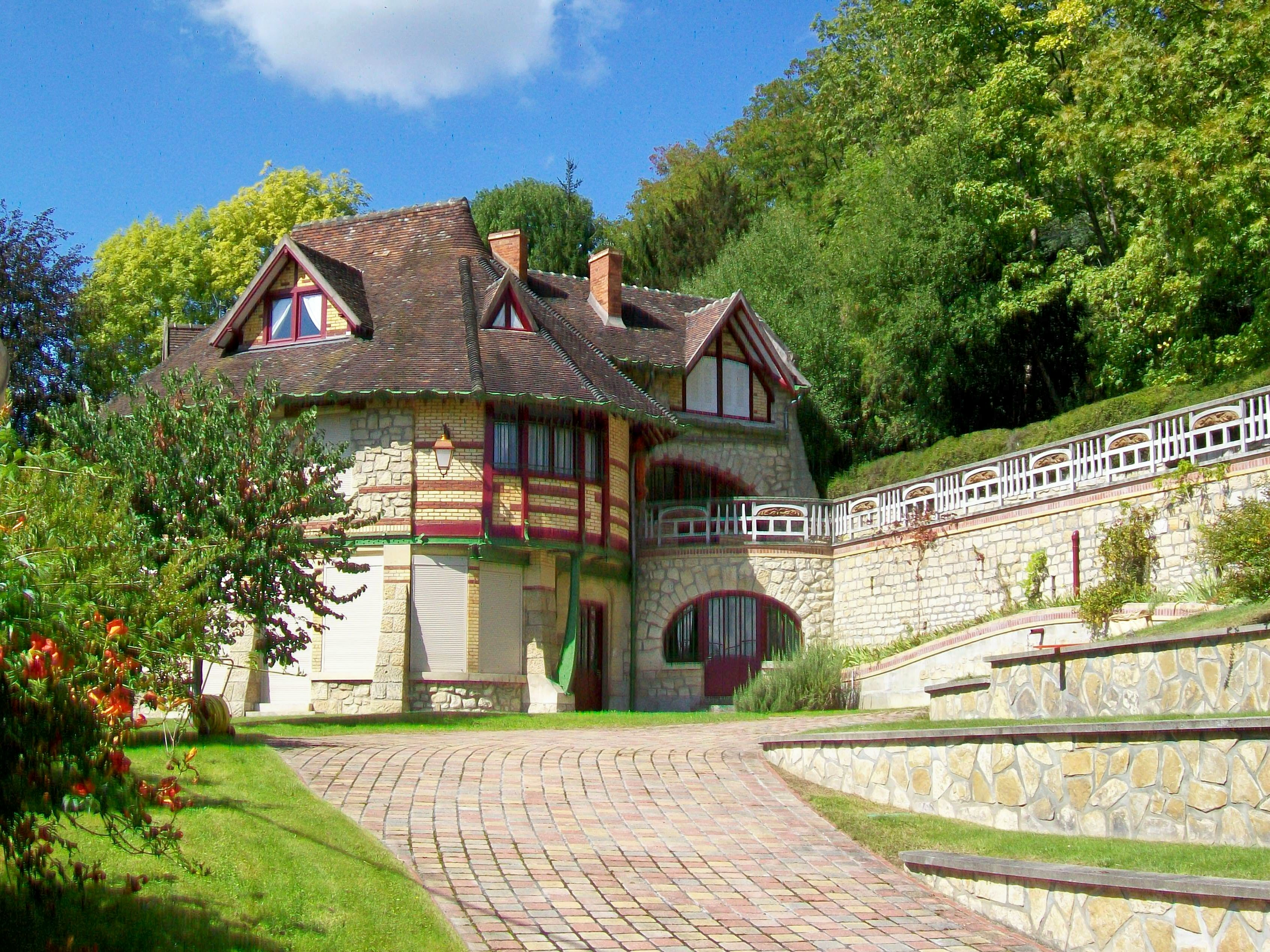
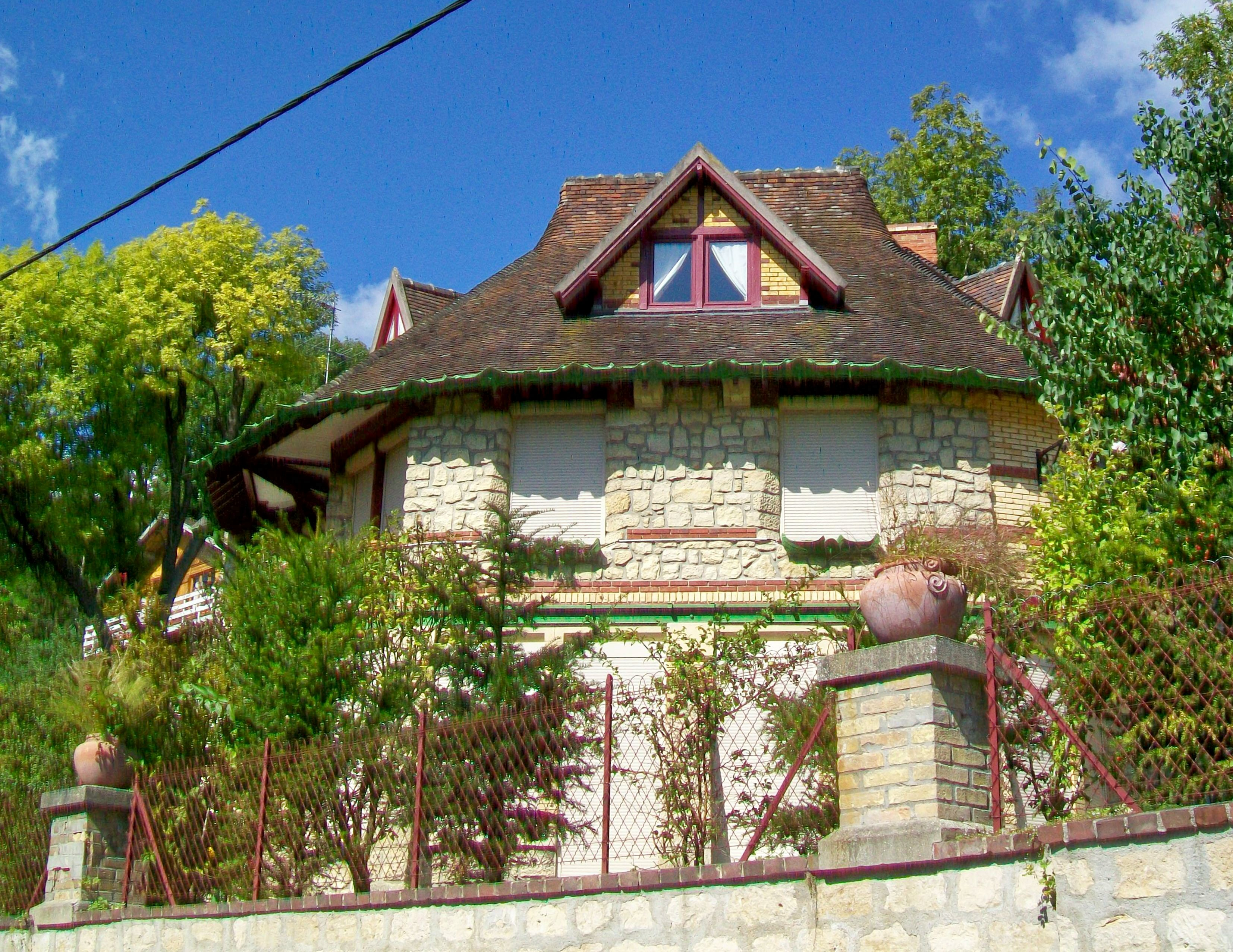
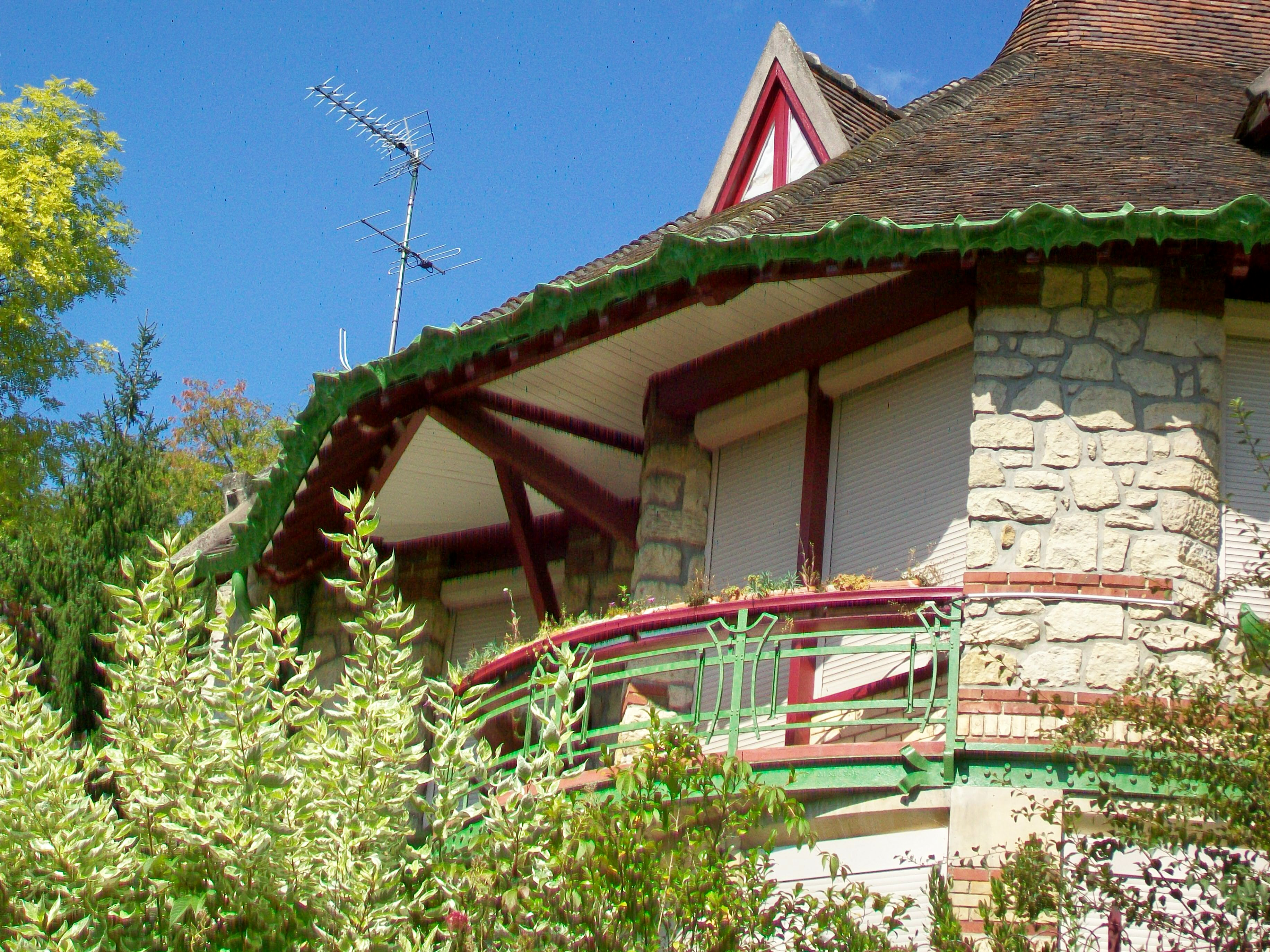
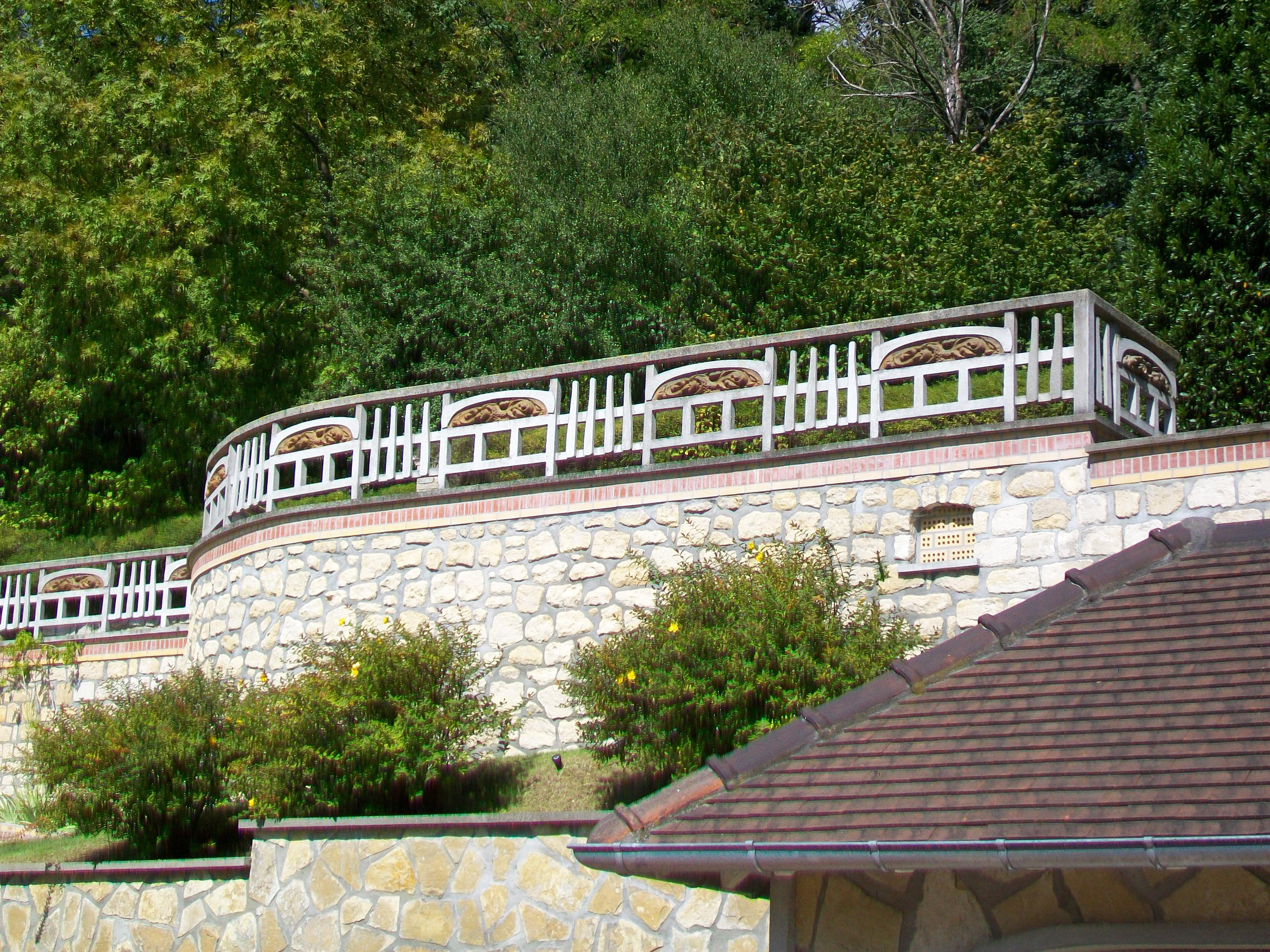

## Accès
- Gare de Chaponval